# Tysjöarna
Tysjöarna este o arie protejată (arie specială de conservare — SAC, sit de importanță comunitară — SCI, arie de protecție specială avifaunistică — SPA) din Suedia întinsă pe o suprafață de 454,5 ha, integral pe uscat.

## Localizare
Centrul sitului Tysjöarna este situat la coordonatele 63°14′05″N 14°38′14″E / 63.2347°N 14.6373°E.

## Înființare
Situl Tysjöarna a fost declarat sit de importanță comunitară în ianuarie 2002 pentru a proteja 2 specii de plante și 31 de specii de animale. Alte tipuri de protecție:
- arie de protecție specială avifaunistică (în ianuarie 2002)[2]
- arie specială de conservare (în martie 2011)[1][3][4]

## Biodiversitate
Situată în ecoregiunea boreală, aria protejată conține 8 habitate naturale: Păduri fino-scandinave bogate în ierburi cu Picea abies, Pășuni din zone de pădure fino-scandinave, Taiga vestică, Păduri caducifoliate de mlaștină fino-scandinave, Ape puternic oligomezotrofe cu vegetație bentonică cu Chara spp., Mlaștini împădurite, Izvoare petrifiante cu formare de travertin (Cratoneurion), Mlaștini alcaline.
La baza desemnării sitului se află mai multe specii protejate:
- plante (2): Calamagrostis chalybaea, papucul doamnei (Cypripedium calceolus)
- păsări (29): minunița (Aegolius funereus), ciuf de câmp (Asio flammeus), cocoșul de mesteacăn (Bonasa bonasia), Branta leucopsis, erete de stuf (Circus aeruginosus), erete vânăt (Circus cyaneus), lebădă de iarnă (Cygnus cygnus), ciocănitoare neagră (Dryocopus martius), șoim de iarnă (Falco columbarius), Gallinago media, cufundar mic (Gavia stellata), ciuvică (Glaucidium passerinum), cocor (Grus grus), pescăruș mic (Larus minutus), sitar de mal nordic (Limosa lapponica), vultur pescar (Pandion haliaetus), viespar (Pernis apivorus), bătăuș (Philomachus pugnax), ciocănitoare de munte (Picoides tridactylus), ploier auriu (Pluvialis apricaria), corcodel-urechiat (Podiceps auritus), cresteț pestriț (Porzana porzana), chiră de baltă (Sterna hirundo), Sterna paradisaea, Strix nebulosa, Surnia ulula, cocoșul de mesteacăn (Tetrao tetrix tetrix),  cocoș de munte (Tetrao urogallus), fluierar de mlaștină (Tringa glareola)
- nevertebrate (2): Lycaena helle, Vertigo genesii